# 変動係数
変動係数（へんどうけいすう、英: coefficient of variation）とは、標準偏差 ({\displaystyle \sigma }) を算術平均 ({\displaystyle {\overline {x}}}) で割ったもの。相対的なばらつきを表す。単位のない数となり、百分率であらわされることもある。相対標準偏差 (RSD, relative standard deviation) とも呼ばれる。
平均値が異なる二つの集団のばらつきを比較する場合などに用いられる。
{\displaystyle C.V.={\frac {\sigma }{\overline {x}}}}